# Odontobatrachus arndti
Espèce
Odontobatrachus arndti est une espèce d'amphibiens de la famille des Odontobatrachidae.

## Répartition
Cette espèce se rencontre sur le mont Nimba, au Liberia sur le mont Gangra, en Guinée sur le mont Déré et en Côte d'Ivoire sur le mont Sangbé.

## Description
Les mâles mesurent de 43,5 à 53,6 mm et les femelles de 45,9 à 64,0 mm.

## Étymologie
Cette espèce est nommée en l'honneur de Rudolf G. Arndt.

## Publication originale
- Barej, Schmitz, Penner, Doumbia, Sandberger-Loua, Hirschfeld, Brede, Emmrich, Kouamé, Hillers, Gonwouo, Nopper, Adeba, Bangoura, Gage, Anderson & Rödel, 2015 : Life in the spray zone – overlooked diversity in West African torrent-frogs (Anura, Odontobatrachidae, Odontobatrachus). Zoosystematics and Evolution, vol. 91, no 2, p. 115–149 (texte intégral).